# Hieracium copholepium
Hieracium copholepium es una especie de planta con flor del género Hieracium, de la familia Asteraceae, orden Asterales.

## Distribución
Hieracium copholepium se distribuye por Noruega.

## Taxonomía
Fue descrita científicamente por Dahlst. ex Notø. Fue publicada en Nyt Mag. Naturvidenrk. Kristiania 61: 262.